# Forma oberta
L'arquitecte i teòric polonès Oskar Hansen va ser el creador de la teoria de la forma oberta. La seva relació amb Pierre Jeanneret i Le Corbusier i la seva estada a París, entre el 1948 i el 1950, van constituir el punt de partida en la seva evolució cap a la «forma oberta», la idea que va impregnar tot el seu treball posterior: una teoria –alguns en dirien una actitud– que adopta l'«art com a procés», en el qual s'indueix l'espectador o destinatari de l'obra a participar-hi. Si calgués fer-ne una descripció, es podria dir que la «forma oberta» s'expressa per mitjà d'un espai que penetra i integra les formes, per l'absència de delimitació precisa entre exterior i interior, entre concavitat i convexitat, i per la flexibilitat, la fluïdesa i la llibertat de moviment en l'ús dels plànols i els volums.

## Concepte
Oskar Hansen va dedicar tota la seva vida a desenvolupar el concepte de la forma oberta. Va exposar per primera vegada la seva teoria al Congrés Internacional d'Arquitectura Moderna (CIAM) en Otterlo, el 1959, on va presentar un manifest titulat «The Open Form in Architecture – The Art of the Great Number» en el qual afirmava que l'objectiu de la forma oberta era transformar les relacions existents entre allò individual i allò col·lectiu. La teoria de Hansen va ser rebuda amb entusiasme pels joves arquitectes que més tard integrarien el Team 10 i el Groupe d'Étude d'Architecture Mobile (GEAM). En aquells anys d'urbanització massiva i ràpid desenvolupament tecnològic, la forma oberta, com ell mateix va escriure, subratllava «la necessitat psicològica d'identitat dels usuaris»; el seu objectiu era «ajudar l'individu en la recerca de si mateix dins del col·lectiu, fer-lo indispensable en la creació del seu propi entorn». Amb tot, és necessari emmarcar la teoria de Hansen en el seu context, com una reacció o una crítica a una situació històrica determinada.

## Oskar Hansen
Nascut a Hèlsinki i nacionalitzat posteriorment polonès, Hansen tenia 17 anys quan va esclatar la Segona Guerra Mundial. Vivia a Vílnius amb la seva família, un enclavament objecte de disputes entre Polònia i Lituània. La desraó de la contesa, unida a la multitud d'experiències viscudes en primera persona durant aquells anys va lluitar contra la Unió Soviètica, va ser detingut, deportat i després alliberat per error, abans de ser repatriat, va contribuir de manera decisiva a la configuració emocional i intel·lectual del jove Hansen. El paisatge resultant de la guerra, amb una Europa dividida en el seu cor per dos blocs i la consegüent tensió fruit de la Guerra Freda, constituïen l'antítesi de la idea d'obertura que Hansen perseguia: eren el gran obstacle en el camí cap a un espai de vida emancipador.

## Després de la Segona guerra mundial
Tot i que la teoria de la forma oberta no va fructificar fins després que s'aixequessin els dictats del realisme socialista a la fi dels anys cinquanta, es pot dir que va començar a germinar durant la postguerra i amb el creuament dels corrents intel·lectuals i estètics que es va produir entre Polònia i París, on Hansen va passar uns anys decisius (1948-1950). En opinió de Hansen, l'«home» no és una peça més d'un sistema, sinó un individu que participa activament tant en l'elaboració de la seva pròpia història com en la del seu entorn físic. Hansen creia en la primacia de l'espai viscut. Per a ell, la possibilitat de la llibertat humana i l'autodeterminació estan lligades íntimament a l'obertura i la disponibilitat del camp espacial i temporal en el qual hom es troba.
Hansen es referia a la teoria de la forma oberta en termes de «filosofia», una postura que defineix l'actitud de cadascun davant la realitat. El concepte, que s'inspira en la teoria de l'escultura i l'arquitectura de Katarzyna Kobro i Wladyslaw Strzeminski, es podria definir com una estructura en la qual l'espai és conformat per les diferents activitats humanes. En paraules de l'arquitecte mateix, «la forma oberta tracta de les composicions variables: els processos de la vida subratllats pel fons. […] La convenció artística de la forma oberta consisteix a modelar l'espai cognitiu, interpretat com un fons en el qual es realcen els successos, en canvi constant, que es donen en la naturalesa i en l'home. La idea és integrar harmoniosament la vida de les formes biològiques de la Terra en l'espai de l'activitat humana. Respectar la individualitat del destinatari. L'art de l“espai obert” crea una atmosfera espacial que indueix a la reflexió, oposant-se així a l'art d'un objecte que presideix l'espai, al culte dels dictats dogmàtics.»
En la idea de la forma oberta, Hansen va incloure la idea de l'«art ambiental» («environment art»), on se servia de l'home vulgar i corrent com a força impulsora. En el disseny d'urbanitzacions, per exemple, va tractar les activitats que cada individu desenvolupava en el seu pis com una forma espacial. A l'exterior, aquesta forma es convertiria en un dels elements que polemitzarien visualment amb altres formes similars, totes elles fruit de l'activitat humana.
El paper de l'artista o de l'arquitecte havia de ser auxiliar. La forma oberta, tal com Hansen la va descriure, proposava allunyar-se del model de l'expert omniscient; en canvi, es tractava de confiar en la capacitat dels individus i en les relacions que aquests mantenien. Hansen creia que la forma oberta podria convertir-se en el «realisme del nostre temps», en el qual la intervenció de l'artista evitava el caos al mateix temps que respectava l'«alteritat» de cada individu, que al seu torn esdevenia coautor de l'espai.

## Altres teories
Als anys seixanta, Hansen va desenvolupar també la teoria del «sistema lineal continu» (LSC), que era la transposició de la forma oberta a l'escala de la planificació urbana. Iniciat el 1966 i concebut com un nou model de desenvolupament urbà per la Polònia socialista, aspirava a organitzar la vida de les persones mitjançant la planificació urbana i espacial. A través d'un element lineal –que afavorís la mobilitat, la relació camp-ciutat i el caràcter igualitari propugnat pel socialisme–, es proporcionaria als habitants una estructura bàsica d'habitatge i serveis en forma de cinturó, extensible per tot el territori, que posteriorment podria ser modificada i completada de forma individual, apel·lant a la participació i la creativitat subjectiva dins d'una organització social i col·lectiva. Erradicava la divisió entre centre i perifèria, i deslegitimava així la idea de centre de la ciutat.
Aquest tipus de planificació urbana no es va arribar a implantar mai totalment, encara que sí que es van realitzar alguns projectes a petita escala, com el complex d'habitatges Juliusz Slowacki a Lublín (1961) i el de Przyczólek Grochowski a Varsòvia (1963). Val a dir, respecte a aquest últim, que Hansen el va considerar fallit, tenint en compte que no va aconseguir implantar-se mitjançant un procés d'acord amb la forma oberta.
La repercussió de la teoria de la forma oberta va ser tan gran que va arribar a influenciar les creacions d'alguns alumnes de Hansen, que van estendre el concepte a disciplines com el cinema, l'escultura o la performance. Als seixanta, hi va haver alumnes que consideraven la forma oberta com la base per a la producció col·lectiva. Mitjançant un procés descrit com «treballar amb la càmera», els artistes gravaven accions improvisades i performances efímeres. Així, mentre Hansen postulava una manera d'involucrar-se i participar a través de l'«energia de la iniciativa de l'usuari», aquest grup d'artistes entenia la col·laboració com una sèrie de «provocacions» i «respostes» en les quals no només es qüestionava l'autoria, sinó també l'estatus de l'obra en si.
Entre els seus deixebles més prolífics hi havia el grup KwieKulik –format per Zofia Kulik i Przemyslaw Kwiek–, Pawel Kwiek, Pawel Althamer i Artur Zmijewski. El 1971, el grup KwieKulik va participar en el film Open Form, realitzat pels estudiants de l'Escola de Cinema de Lodz i el Departament d'Escultura de l'Acadèmia de Belles Arts de Varsòvia. Zmijewski, per la seva banda, el 2005 seria l'encarregat de filmar l'últim projecte de Hansen en el documental Sen Warszawy, poc abans de morir l'arquitecte.

## Llegat
El llegat més valuós d'Oskar Hansen, doncs, és la seva fe en la capacitat transformadora de l'espai pel i per al col·lectiu/subjecte, a més de la seva voluntat de transmetre’l als més joves per mitjà d'eines senzilles, pràctiques i efectives. Actualment, a més de l'Acadèmia de Belles Arts de Varsòvia, l'Escola d'Arquitectura de Bergen (Noruega), fundada el 1983 pel deixeble de Hansen Svein Hatløi, ofereix la possibilitat de familiaritzar-se amb la teoria de la forma oberta.